# Scutellinia scutellata
La Scutellinia scutellata è un fungo appartenente alla famiglia delle Pyronemataceae, al genere Scutellinia.

## Descrizione
Il corpo fruttifero è inizialmente di forma globosa e quindi simile a un piccolo disco appuntito, di piccole dimensioni (pochi millimetri di diametro). La superficie interna è liscia e brillante, mentre quella esterna è finemente rugosa. Dal margine si ergono lunghi peli rigidi e acuminati, talvolta biforcuti, di colore nero.
Odore: lieve gradevole.
Sapore: lieve gradevole.

## Variabilità
La colorazione interna del corpo fruttifero varia dall'arancio carico al rosso vivo.

## Nome italiano
- Peziza ciliata

## Habitat
Fungo rarissimo, si sviluppa su legno fradicio e marcescente, in prevalenza nei boschi di latifoglie, dalla pianura alla montagna.

## Periodo di crescita
Estate-autunno.

## Commestibilità
BUON COMMESTIBILE da bollito. Da crudo ha consistenza troppo gommosa e non è commestibile; tuttavia è troppo piccolo per essere di interesse culinario.